# Спайксли, Фред
Фред Спа́йксли (англ. Fred Spiksley; 25 января 1870 — 28 июля 1948) — английский футболист и футбольный тренер. Известен по выступлениям за ряд английских клубов, включая «Гейнсборо Тринити» и «Уэнсдей», а также за национальную сборную Англии.
Выступал на позиции крайнего левого нападающего (вингера), отличался высокой скоростью, отличной техникой работы с мячом и бомбардирским чутьём. После завершения карьеры игрока играл в театре, впоследствии работал футбольным тренером в разных странах мира. В начале Первой мировой войны, будучи главным тренером «Нюрнберга», был арестован в Германии, но впоследствии выбрался из воюющей страны. Увлекался конными скачками и умер во время просмотра забега на ипподроме «Гудвуд» в Чичестере в 1948 году.

## Клубная карьера
Начал играть в футбол за команду своей школы, «Холи Тринити». Впоследствии играл за клубы «Гейнсборо Уоркинг Мен», «Хорнкасл», «Тринити Инститьют» и «Гейнсборо Уэнсдей». Летом 1887 года подписал профессиональный контракт с клубом «Гейнсборо Тринити». Провёл за клуб 126 матчей и забил 131 мяч. 26 января 1891 года Спайксли подписал контракт с клубом «Уэнсдей» из Шеффилда. Провёл в клубе 11 сезонов, забив 100 мячей в 293 матчах Футбольной лиги, а также 14 мячей в 28 матчах Кубка Англии. Всего же он забил за клуб 170 мячей. На протяжении шести сезонов он становился лучшим бомбардиром «Уэнсдей». В 1896 году помог своей команде выиграть Кубка Англии, обыграв в финальном матче «Вулверхэмптон Уондерерс» со счётом 2:1. Оба мяча за «Уэнсдей» забил Спайксли, причём первый из них, забитый уже на 20-й секунде, стал самым быстрым голом в истории финалов Кубка Англии (звание самого быстрого гола также оспаривает гол Луи Саа в финале 2009 года, забитый на 25-й секунде матча, тогда как точное время гола Спайксли установить невозможно). В сезоне 1902/03 Спайксли в составе «Уэнсдей» стал чемпионом Англии. 
В августе 1903 года во время предсезонной подготовки получил серьёзную травму: вывих колена с повреждением связок, из-за чего пропустил весь сезон 1903/04. 1 мая 1904 года «Уэнсдей» сообщил Спайксли, что его контракт расторгнут. 1 сентября 1904 года Фред подписал контракт с клубом «Глоссоп Норт Энд», но провёл за команду только 3 матча, забив 1 гол. 2 февраля 1905 года стал игроком «Лидс Сити». Провёл за команду 7 матчей. В апреле 1905 года перешёл в «Саутерн Юнайтед» в качестве играющего секретаря-тренера. Был секретарём клуба со 2 июня 1905 по 22 января 1906 года. В феврале 1906 года Джон Гудолл убедил Спайксли перейти в «Уотфорд», за который Фред провёл ещё 11 матчей и забил 5 мячей. Для того, чтобы сыграть вместе со Спайксли, даже сам тренер «Уотфорда» Джон Гудолл надел футбольные бутсы и сыграл несколько матчей. По окончании сезона Фред завершил карьеру игрока.

## Карьера в сборной
13 марта 1893 года Спайксли дебютировал в составе сборной Англии в матче Домашнего чемпионата Британии против сборной Уэльса. В той игре англичане разгромили валлийцев со счётом 6:0, а Спайксли официально забил два мяча, хотя сам считал, что забил три, и некоторые источники это подтверждают. 1 апреля 1893 года провёл свой второй матч за сборную в игре против Шотландии и вновь «официально» забил два мяча, хотя считал, что стал автором хет-трика. Ряд современных источников подтверждают, что Спайксли стал первым игроком сборной Англии, сделавшим хет-трики в двух своих дебютных матчах. 3 марта 1894 года провёл свой третий матч за сборную Англии, и снова отличился забитым мячом, на этот раз — в ворота сборной Ирландии. Всего он провёл за сборную Англии и забил 5 мячей «официально» (или 7 мячей «неофициально»).

## Игровые характеристики
Спайксли отличался отличным дриблингом и техникой обработки мяча, высокой скоростью и бомбардирскими качествами. Нападающий Билли Бассетт называл его «самым быстрым человеком в футболе».
Футбольный журналист Джеймс Каттон приводит такую характеристику: «Контроль мяча, индивидуальность и мужество Фреда Спайксли как человека скромного телосложения, без лишнего веса, были удивительными. Он работал с мячом внешней стороной правой стопы. На самом деле Фред Спайксли мог делать почти всё любой ногой, и был настоящим бомбардиром. Он был настоящим чудом в мире футбола». Сам Спайксли считал, что по-настоящему «контролировать» мяч можно только внешней стороной стопы. Также он выступал за ограничение игры головой в футболе, предлагая запретить играть головой после подачи от игрока своей команды, однако разрешив использование головы в штрафной площади, при стандартных положениях, отскоках мяча либо после ударов соперника. Спайксли полагал, что игра головой сильно ограничивает возможности игроков продемонстрировать свою технику и дриблинг. Однако его предложения внедрены не были.
Хавбек «Шеффилд Юнайтед» Эрнест Нидем вспоминал о матче 1891 года против «Гейнсборо Тринити», в котором играл Спайксли: «Наш капитан сказал мне сместиться слева направо и остановить их левого крайнего… С тем же успехом я мог бы пытаться остановить ветер. Левым крайним был Фред Спайксли, лучший левый крайний, которого я встречал, а наблюдать за его дриблингом было сплошным удовольствием. Он мог взаимодействовать с другими игроками, открывая свободные зоны для своих центральных игроков, или мог пройти защитников и сместиться в центр, чтобы забить самому. Он также мог пробить с любой ноги. Я никогда не забуду блестящую фланговую игру Фредди в 1898 году, когда Англия обыграла Шотландию со счётом 3:1. Да, Фред был бриллиантом в то время!».

## После завершения карьеры игрока
В 1906 году, уже завершив карьеру игрока, Спайксли откликнулся на объявление в газете, размещённое Фредом Карно, который искал экс-футболистов для своего нового шоу. Карно был известным антрепренёром и изобретателем комедийных гэгов, в частности, броска в лицо кремовым тортом. Спайксли участвовал в пародийном скетче «Футбольный матч», который пользовался популярностью у публики на протяжении нескольких лет. Сюжет представления повествовал о финальном матче между двумя футбольными клубами, и о попытке подкупа вратаря соперника. Спайксли был одним из трёх бывших профессиональных футболистов, вовлечённых в шоу для «добавления реализма». Начинающим актёром, который по сюжету подкупал вратаря, был Чарли Чаплин.
После завершения карьеры игрока Спайксли несколько раз пытался начать тренерскую карьеру в Англии, но его отвергли в «Куинз Парк Рейнджерс» (ноябрь 1906 года), «Тоттэнхеме» (апрель 1907 года) и «Уотфорде» (лето 1910 года). В «Уотфорде» отказ от приглашения своего бывшего игрока на должность тренера объяснили пристрастием Спайксли к азартным играм.
В 1910 году Спайксли стал главным тренером шведского «Норрчёпинга». В следующем году он тренировал другой шведский клуб «АИК», с которым он выиграл чемпионский титул. С 20 мая по начало сентября 1911 года Спайксли тренировал сборную Швеции.
В 1913 году перебрался в Германию, где был главным тренером клубов «Мюнхен 1860» и «Нюрнберг». В 1914 году, когда началась Первая мировая война, Фред был главным тренером «Нюрнберга». В Германии вышел декрет, согласно которому все иностранцы мужского пола в возрасте от 17 до 45 лет подлежали аресту и тюремному заключению. 10 августа 1914 года Спайксли, которому было 44 года, и его сын, Фред Спайксли-младший, попали в тюрьму. Их избивали и кормили только чёрным хлебом и водой. Жена Спайксли, Эллен, смогла добиться освобождения мужа и сына при содействии футбольного клуба «Нюрнберг» и американского консула в Германии. Его выпустили из тюрьмы, на поезде он вместе с семьёй добрался до граничащего со Швейцарией города Линдау. Однако Фреда Спайксли отказывались выпускать из страны без прохождения медкомиссии, опасаясь, что он может воевать против Германии. Перед медосмотром он сумел вывихнуть колено, ранее повреждённое во времена его футбольной карьеры, предварительно несколько часов распаривая его горячей водой, и медкомиссия сочла его непригодным к боевой службе. Семья Спайксли выбралась из воюющей Германии через нейтральную Швейцарию, а затем через Францию добралась до Великобритании. Остаток войны Спайксли провёл в должности инспектора по боеприпасам в Шеффилде.
В 1920-е годы Спайксли был футбольным тренером в США (штат Пенсильвания), Мексике (в клубах «Реформа» и «Реал Эспанья») и Перу. С октября 1924 по 1926 год он работал в тренерском штабе лондонского «Фулхэма», но к руководству командой его не допускали. В 1926 году он вернулся в Германию, снова став главным тренером «Нюрнберга» и выиграв с ним чемпионский титул 1927 года. В 1928 году он был главным тренером швейцарской «Лозанны». В целом за свою тренерскую карьеру он тренировал клубы в Англии, Франции, Бельгии, Испании, Швейцарии, Германии, США, Мексике и Перу.
В конце 1920-х годов он решил «сохранить» свои тренерские наработки, записав серию коротких фильмов с «инструкциями» по футбольным тренировкам при помощи компании Pathé. Считается, что это первые в истории тренировочные видео о футболе. Он планировал читать лекции, показывая эти видео британским школьникам. В начале 1930-х годов он действительно стал тренером в средней школе имени короля Эдуарда VII в Шеффилде. В сезоне 1933/34 команда учеников его школы выиграла все 20 матчей местной любительской лиги, забив 181 гол. Табачная компания Ardath Tobacco Company включила фотографию футбольной команды школы Эдуарда VII в свою коллекцию «сигаретных» фотографий сезона 1935/36 наряду с фотографиями профессиональных футбольных команд.
Помимо футбола, Спайксли увлекался скачками. В детстве он мечтал стать жокеем и работал конюхом в Гейнсборо. Он увлекался букмекерскими ставками, ставил большие деньги на скачки и часто проигрывал. Так, в 1909 году суд признал его банкротом.

## Личная жизнь
Родился в 1870 году в Гейнсборо, Линкольншир, в семье котельщика. Был младшим из трёх сыновей Эдварда и Сары Спайксли.
5 сентября 1895 года Фред женился на Эллен (Нелли) Робисон, у пары родилось двое сыновей: Фредерик Уолтер (умер вскоре после своего рождения в январе 1896 года) и Фредерик Хейуорд (родился в 1897 году). Супруги развелись в марте 1928 года из-за «супружеской измены» Фреда его жене. Развод стоил Спайксли «больших денежных потерь». Впоследствии Фред женился во второй раз. Это произошло 3 июня 1929 года, супругу звали Роуз Рейчел.
Умер 28 июля 1948 года на ипподроме Гудвуд Рейскорс в Чичестере в возрасте 78 лет. Причиной смерти стал тромбоз коронарных артерий. На тот момент в Великобритании установилась сильная жара, и Спайксли, вероятно, стал одной из её жертв. Сообщалось, что по всей стране от жары умерли ещё трое человек. Его ставка на лошадь с коэффициентом 9 к 2 оказалась выигрышной, но невостребованной в связи с его смертью.

## Достижения

### Карьера игрока
Гейнсборо Тринити
- Чемпион Мидлендской лиги: 1890/91
- Обладатель Благотворительного кубка «Гейнсборо ньюз»: 1887/88, 1889/90
- Обладатель Кубка графства Линкольншир: 1889/90

Уэнсдей
- Чемпион Первого дивизиона Футбольной лиги: 1902/03
- Победитель Второго дивизиона Футбольной лиги: 1899/1900
- Обладатель Кубка Англии: 1896

Сборная Англии
- Победитель Домашнего чемпионата Британии: 1893, 1898

### Тренерская карьера
АИК
- Чемпион Швеции: 1911[4]

Нюрнберг
- Чемпион Германии: 1927[4]